# Svetlana Jitomirskaya
Svetlana Jitomirskaya (Kharkiv, 4 giugno 1966) è una matematica statunitense nata in Ucraina; si è distinta negli studi sui sistemi dinamici e sulla fisica matematica.

## Biografia
Jitomirskaya è nata e cresciuta a Kharkiv. Sia sua madre, Valentina Borok, che suo padre, Yakov Zhitomirskii, erano insegnanti di matematica.
I suoi studi universitari si sono svolti presso la Università Statale di Mosca, dove è stata allieva, tra gli altri, di Vladimir Arnold e Yakov Sinai. Ha conseguito il dottorato di ricerca presso l'Università Statale di Mosca nel 1991 sotto la supervisione di Yakov Sinai. Nel 1991 è entrata a far parte del dipartimento di matematica della University of California, Irvine come docente, diventando assistente nel 1994 e docente ordinaria nel 2000.

## Onorificenze
- (2023-2024) eletta al Consiglio della American Mathematical Society (AMS) dal 1º febbraio 2023 al 31 gennaio 2024.[2]
- (2022) relatrice plenaria al Congresso internazionale dei matematici del 2022, originariamente previsto a San Pietroburgo.[3] Dopo l'invasione russa dell'Ucraina nel febbraio 2022, gli organizzatori del congresso hanno cambiato i piani, spostando alcuni eventi online e altri a Helsinki, Finlandia.[4]
- (2022) eletta alla National Academy of Sciences, il 2 luglio ha ricevuto il Premio inaugurale Ladyzhenskaya in Fisica Matematica (Premio OAL) "per i suoi contributi seminali e profondi alla teoria spettrale degli operatori di Schrödinger quasi-periodici".[5]
- (2020) vincitrice del Premio Dannie Heineman per la fisica matematica, diventando la seconda donna a vincere il premio e la prima donna ad esserne l'unica destinataria. La motivazione del premio la onora "per il suo lavoro sulla teoria spettrale degli operatori di Schrödinger quasi-periodici e per le questioni legate ai sistemi dinamici. In particolare, per il suo ruolo nella soluzione del problema di Ten Martini riguardante la natura di insieme di Cantor dello spettro di tutti gli operatori quasi-mathieu e nello sviluppo degli aspetti matematici fondamentali dei fenomeni di localizzazione e transizione metallo-isolante."[6]
- (2018) associata presso l'American Academy of Arts and Sciences.[7]
- (2005) Premio Satter in matematica, "per il suo lavoro pionieristico sulla localizzazione quasiperiodica non perturbativa".[8]
- (2002) invitata al Congresso Internazionale dei Matematici a Pechino.[9]
- (1996) borsa di studio Sloan Fellowship nel 1996.[10]